# 本津川
本津川（ほんづがわ）は、香川県中部を流れる本津川水系の二級河川。

## 地理
高松平野の始点である高松市香南町由佐の高松空港北側付近に源を発するとそのまま北流し、国分寺町の盆地を貫流した後、北東に流路を変えて再び高松平野に戻り、香西付近で瀬戸内海に注いでいる。幹川流路延長約21.37km、流域面積約60.2km2。支流は由佐で大坪川、国分寺町新居で野間川、鬼無町鬼無で古川がそれぞれ合流する。河口の左岸にはイオンモール高松がある。
流域の高松市鬼無町には桃太郎伝説があり、本津川は桃太郎の入った桃が流れてきた川とされている。

## 流域の自治体
高松市、綾歌郡綾川町

## 灌漑
この川は水量が非常に乏しいため、流域内において小田池、奈良須池、御厩池、衣掛池など数多くの灌漑用溜池が造られている。また、水量の乏しさもあってこの河川の水利慣行は複雑であり、流域にある国分寺町の取水はほとんど無く羽間池など国分寺町内における水利権はほとんど河口の香西が持っていることから、旱魃時には激しい水争いも起った。

## 橋
河口から、本津川大橋、香西新橋、本津川橋などがかかる。川自体が小さなものであるため、これ以外のものは短い橋である。

## 水害
2004年10月に台風23号による大雨により一部で堤防が決壊し、川沿いの地域に被害が出た。中でも香川県道171号国分寺太田上町線は本津川にかかる香綾橋（この付近は合併前の高松市と旧国分寺町の境界だった）が崩落し、2007年1月まで2年あまり通行止めが続いた。